# チョミン・ナゴーレ
チョミン・ナゴーレ・アルビス（Txomin Nagore Arbizu、1974年8月26日 - ）は、スペイン・ナバラ州イルルトスン出身の元サッカー選手。現役時代のポジションはミッドフィールダー。

## 略歴
CAオサスナのカンテラを経て、1995-96シーズンにオサスナのトップチームでプロデビューを果たした。2シーズン後に移籍したアスレティック・ビルバオでリーガ・エスパニョーラでのデビューを飾り、2001-02シーズンにはアトレティコ・マドリードでセグンダ・ディビシオン初優勝を経験した。2006-07シーズンから7シーズンはCDヌマンシアに在籍し、2008-09シーズンのプリメーラ33試合を含む公式戦250試合近くに出場し、ヌマンシアを長らく支えた。また、ヌマンシアでのラストシーズンとなった2012-13シーズンの5月9日、コルドバCFとの試合でプロ通算500試合出場の大台に到達した。
2015-16シーズン終了後、CDイルーニャで現役を引退した。プロ通算564試合に出場し、26得点を記録した。